# Sant Feliu de Rodors
Sant Feliu de Rodors és l'església parroquial romànica de l'antiga parròquia rural del mateix nom, en el terme municipal de Moià, al Moianès. Està situada en l'àmbit del castell de Rodors, obtingué la parroquialitat, que manté a principis del segle XXI. D'aquesta parròquia depenien les capelles de la Mare de Déu del Roser del Soler de Terrades i de Sant Nazari de Vilalta. Forma part de l'Inventari del Patrimoni Arquitectònic de Catalunya.

## Descripció
Conjunt de capella, rectoria i cementiri en un mateix bloc. La façana del segon edifici de tres finestres amb inscripcions d'església posseeix un campanar amb quatre finestres amagades. Sense absis, bora de pedra molt irregular. El cementiri situat al costat del portal d'entrada de la capella és del segle xix i es troba en un estat força abandonat. Molt transformada al segle xviii, es conserven algunes restes romàniques a la part baixa dels murs actuals.

## Història
El 939 ja és documentada l'església, i el 1094 ja consta com a parròquia independent. A les finestres de la rectoria s'aprecien diverses inscripcions com la que fa referència a " Pau Tarradellas, record, any 1759". Una altra amb l'any 1638 i al costat té representat un ram o un arbre. La tercera finestra porta al nom de Ros Pinosa i l'any 1808.